# Volvo 850
Volvo 850 — середньорозмірний передньопривідний автомобіль (D класу), що випускався шведською компанією Volvo Cars з 1991 по 1996 рік в кузові седан і універсал. Після закінчення виробництва, на зміну 850-й прийшли нові моделі Volvo S70 (седан) та Volvo V70 (універсал).

## Опис

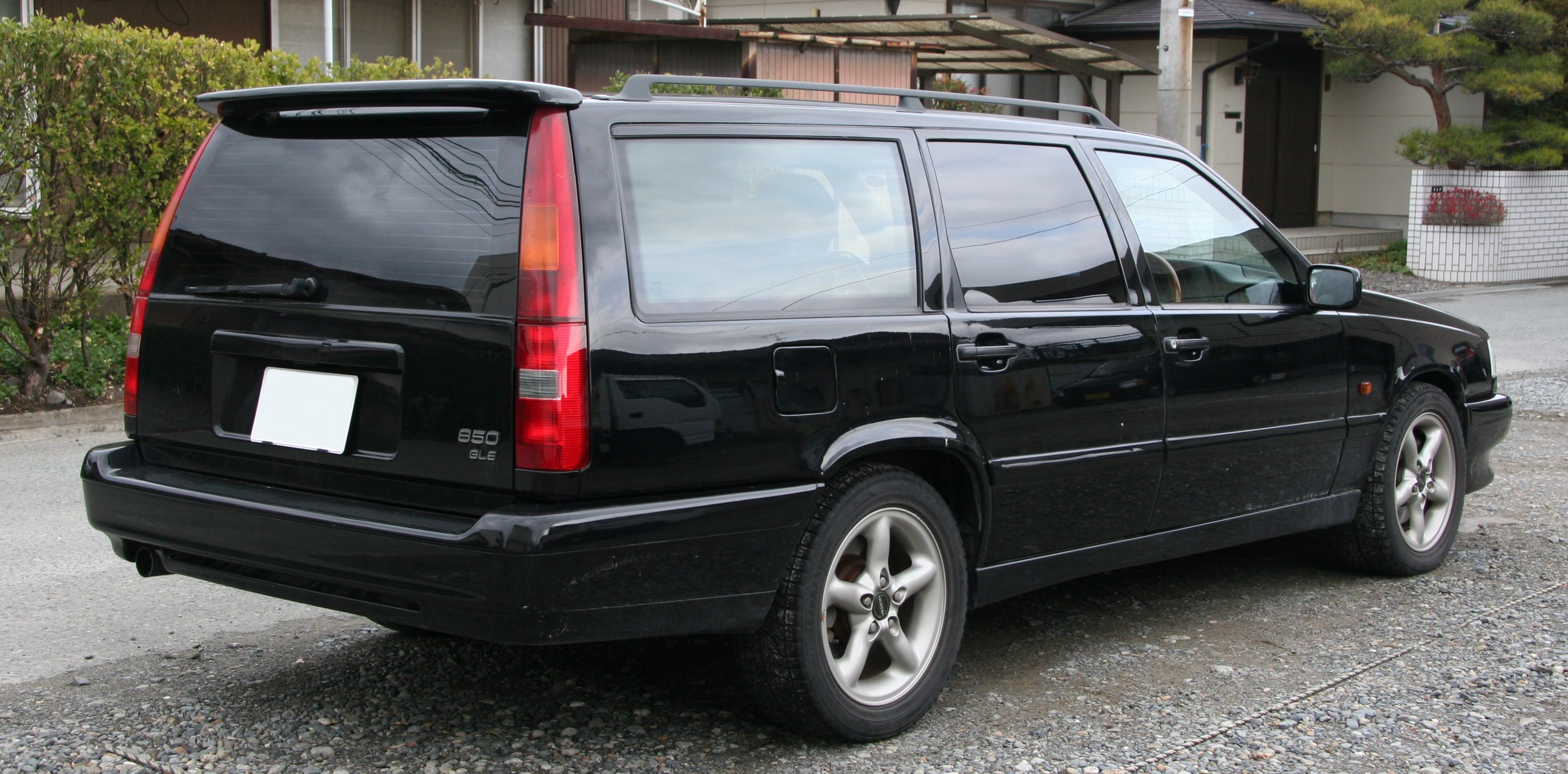
Універсал Volvo 850

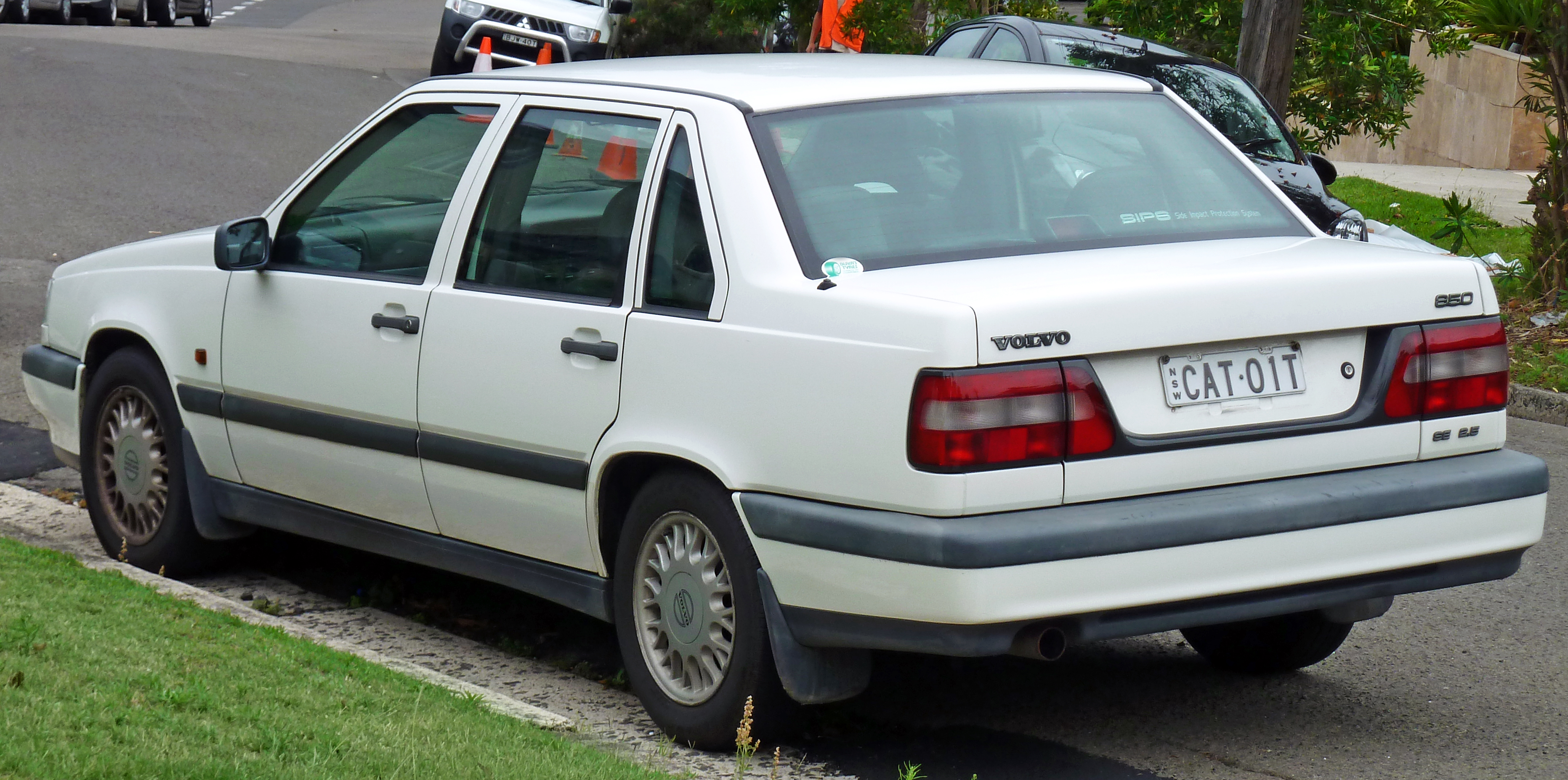
Седан Volvo 850

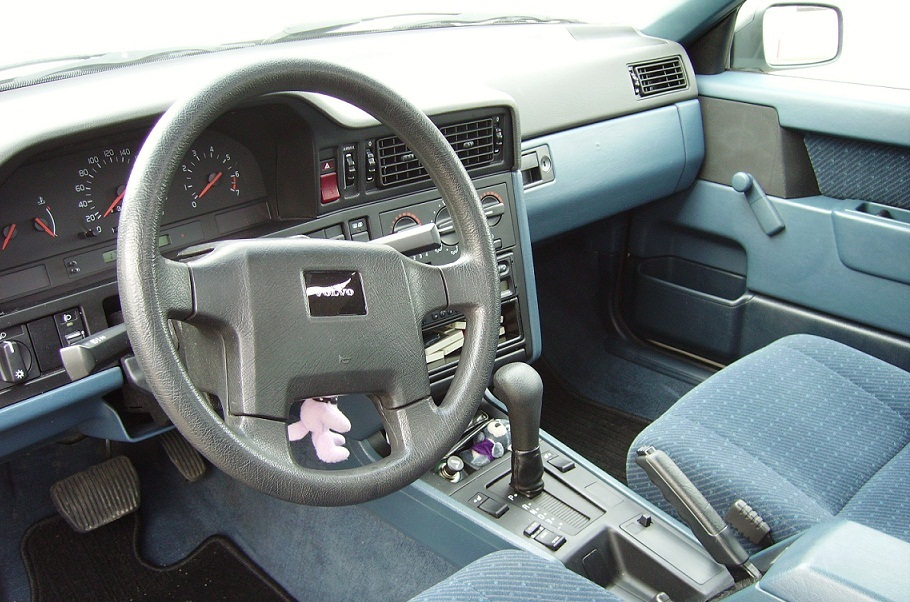

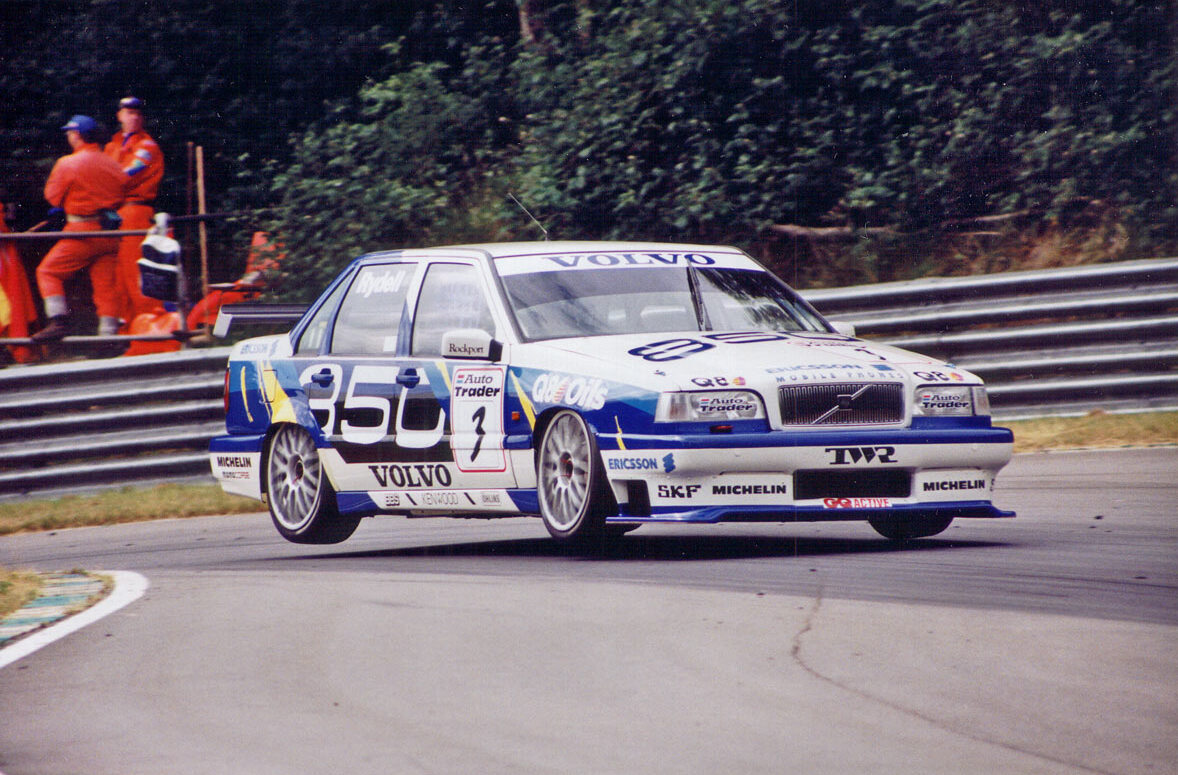
Volvo 850 в гонках серії BTCC

11 квітня 1991 року зі складального цеху заводу компанії Volvo в місті Гент виїхав перший товарний екземпляр абсолютно нової моделі — 850 GLT. Прем'єра новинки відбулася у вересні 1991 року на автосалоні у Франкфурті. Цей передньопривідний седан D-класу з поперечним розташуванням двигуна прийшов на зміну Volvo 240, що випускалася вже 18 років. Нова модель мала принципові відмінності від усіх моделей, вироблених Volvo раніше. У дизайні намітився певний відхід від прямих кутів, що дозволило в наступних моделях остаточно позбутися від докорів в «кубізм». Ця модель містила в собі відразу чотири технічні нововведення: поперечно розташований 5-циліндровий двигун і передній привод, підрулюючу задню вісь Deltalink, яка комбінувала в собі динаміку і комфорт незалежної підвіски з безпекою рухомий задній осі, систему захисту від бокового удару SIPS і ремені безпеки передніх сидінь з преднатяжителями при ударі.
Була створена абсолютно нова платформа автомобіля, розроблені нові виробничі технології, обладнаний абсолютно новий завод з виробництва двигунів в Шьовде, який і сьогодні поставляє двигуни для автомобілів Volvo, і це двигуни модульної структури, проєктування яких велося в рамках проєкту Galaxy.
На ній стали використовувати підголів'я нової конструкції, а кермова колонка отримала більш безпечне виконання і стала регулюватися як по висоті, так і по вильоту. Штатно передбачено розкладати дитяче місце, вбудоване в центральний підлокітник заднього сидіння. Крім того, в стандартне оснащення входять чотири ліфти і в деяких країнах омивачі фар. Місткість багажного відділення седана 415 літрів.
Спочатку виробництво Volvo 850 GLT було налагоджено на заводі в бельгійському місті Гент. Пізніше частково виробництво було перенесено на шведський завод в Торсланді. З точки зору виробництва для збирання 850 також були застосовані нові технології: збільшилася кількість роботизованих установок і автоматичних систем збирання, для вимірювань, різання і зварювання стали використовуватися лазерні установки, а також великі преси для виготовлення великих кузовних елементів. Технічна структура складального цеху також була реорганізована і спрощена: всі точки збірки були повністю автоматизовані, були усунені всі операції, які виконувалися вище рівня плеча збирача.
На 850-й моделі система безпеки складається з подушок безпеки в маточині кермового колеса і кришці ящика рукавички, бічних подушок, встановлених в передніх сидіннях. На всі машини штатно встановлювали систему ABS. Volvo 850 перших років випуску відрізняють широкі передні фари та плоскі задні ліхтарі майже правильної прямокутної форми.
Літом 1992 року була представлена Volvo 850 GLE. Ця модель відрізнялася від GLT тільки двигуном. На GLT встановлювався 20-клапанний 5-циліндровий двигун потужністю 170 к.с. робочим об'ємом 2,5 л, на GLE ставили цей же мотор, але з 10 клапанами і потужністю 140 к.с.
У травні 1993 року публіці представили універсал Volvo 850 Wagon. Автомобіль вийшов максимально практичним і не поступається седану в управлінні. Довжина універсала на 4 см більше седана. Місткий багажник до 1490 літрів зручний для подорожей. Заднє сидіння зроблено складним таким чином, щоб забезпечити максимум вільного місця в салоні. Підвіска і двигуни повністю повторювали модель 850 седан. Універсал виявився першою моделлю з вертикально розташованими задніми ліхтарями, які займали всю задню стійку, починаючи від нижнього ребра задніх дверей і до самого даху — це рішення Volvo використовує і сьогодні. Дизайн універсалу має класичні «вольвовськой» обриси. Універсал Volvo отримав японську премію за дизайн — «+1994 Good Design Grand Prize».
Влітку 1993 року Volvo представила Т5 — турбований двигун для 850-ї серії. По суті, це був точно такий же двигун, як у GLT, тільки зі зменшеним до 2,3 л об'ємом потужністю 225 к. с. , Встановленої турбіною високого тиску TD04HL-15G, більш продуктивні форсунки, охолодження поршнів маслом, проміжним охолодженням повітря.
У 1994 році Volvo 850 зазнав невеликий рестайлінг. Після модернізації передні фари звузилися, у ближнього і дальнього світла з'явилися окремі секції, бампери знайшли більш м'які обриси, круглі протитуманні фари, більш гладке кермо, клавіші в салоні. Трохи пізніше додалися нові задні ліхтарі для седана, об'єднані елегантно зігнутої перемичкою, що простягнулася під номерний табличкою.
У 1995 році з'явилися діагностичні роз'єми OBD 2, Іммобілайзер.

### Volvo 850 T-5R

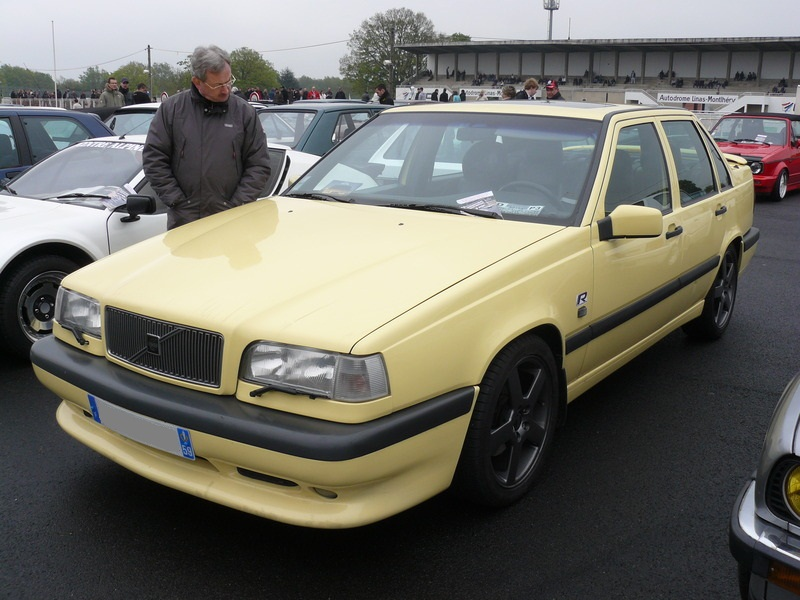
Volvo 850 T5-R

У 1994 році на автосалоні в Женеві була представлена 850 Т5-R — найпотужніший серійний автомобіль Volvo — 250 к.с. Потужність була збільшена на 25 к.с. в порівнянні з 850 Turbo за рахунок установки турбіни більшої продуктивності та, як наслідок, зміни базових коефіцієнтів системи управління вприскуванням. Седан або універсал з таким двигуном здатний набирати 250 км/год, а для розгону до 100 км/год автомобілю потрібно 6,7 с. У шасі застосовані спортивна короткохідна підвіска, посилені гальма і шини розміром 205/45 ZR 17. Автомобіль характеризувався висунутою вперед «нижньою губою» переднього спойлера і низкопрофильними покришками на 17-дюймових дисках. Салон «R» відрізняється багатою комплектацією та оббивкою замшею.
Виробництво цієї версії було обмежено: всього було випущено 2500 автомобілів з двигуном потужністю 240 к.с. в яскраво-жовтому кольорі. Всі ці автомобілі були негайно розкуплені, і тоді Volvo виготовила ще 2500 автомобілів в чорному кузові. Але і вони швидко розійшлися. Нарешті, було вироблено ще 2500 T-5R, на цей раз найпотужніші модифікації Volvo 850 були пофарбовані в темно-зелений колір.

### Volvo 850 AWD
1996 рік ознаменувався появою універсала 850 AWD (All-wheel drive — повний привід). Він став родоначальником цілої плеяди повнопривідних Volvo. На автомобіль встановлювався двигун об'ємом 2,5 л і турбіною низького тиску (193 к.с.), Розроблений спеціально для повнопривідних Volvo. Трансмісія 4х4 працює таким чином. У нормальних умовах руху ведучими є передні колеса. На них подається 95% енергії двигуна, решта припадає на задні. Коли передні колеса починають буксувати, віско-муфта наростально перерозподіляє енергію до задніх коліс — у результаті може скластися ситуація, що вже до них буде подаватися 95% крутного моменту двигуна. При необхідності, спрацьовує задній міжколісний диференціал, а роль переднього блокування виконує протибуксувальна система «TRACS». Завдяки такій схемі, повнопривідний Volvo дуже впевнено прокладає собі шлях, навіть якщо дорога вкрита солідним шаром свіжого снігу. Але на справжнє бездоріжжя автомобіль не розрахований.

### Двигуни
| Модель                    | Циліндри, Клапани | Об'єм    | Потужність                                 | Роки випуску | Варіанти кузова  |
| ------------------------- | ----------------- | -------- | ------------------------------------------ | ------------ | ---------------- |
| Бензинові                 |                   |          |                                            |              |                  |
| 2.0                       | Р5, 10V           | 1984 см³ | 93 кВт (126 к.с.)                          | 1994–1996    | седан, універсал |
| 2.0 20V                   | Р5, 20V           | 1984 см³ | 105 кВт (143 к.с.)                         | 1993–1996    | седан, універсал |
| 2.0 Turbo                 | Р5, 20V, Turbo    | 1984 см³ | 155 кВт (211 к.с.)                         | 1993–1996    | седан, універсал |
| 2.5                       | Р5, 10V           | 2435 см³ | 103 кВт (140 к.с.)                         | 1991–1996    | седан, універсал |
| 2.5 10V                   | Р5, 10V           | 2435 см³ | 106 кВт (144 к.с.)                         | 1994–1996    | седан, універсал |
| 2.5 20V                   | Р5, 20V           | 2435 см³ | 125 кВт (170 к.с.)                         | 1991–1996    | седан, універсал |
| 2.5 AWD                   | Р5, 20V, Turbo    | 2435 см³ | 142 кВт (193 к.с.)                         | 04.96–12.96  | універсал        |
| T5                        | Р5, 20V, Turbo    | 2319 см³ | 166 кВт (226 к.с.)                         | 1993–1996    | седан, універсал |
| T5-R                      | Р5, 20V, Turbo    | 2319 см³ | (АКПП 166 кВт/226 к.с.) 177 кВт (241 к.с.) | 1994–1996    | седан, універсал |
| R                         | Р5, 20V, Turbo    | 2319 см³ | (АКПП 166 кВт/226 к.с.) 184 кВт (250 к.с.) | 1995–1996    | седан, універсал |
| Дизельний                 |                   |          |                                            |              |                  |
| 2.5 TDI*                  | Р5, 10V, Turbo    | 2461 см³ | 103 кВт (140 к.с.)                         | 1995–1996    | седан, універсал |
| * Двигун від Audi (A6 C4) |                   |          |                                            |              |                  |

### Продажі
| Ринок             | 1992  | 1993   | 1994   | 1995   | 1996   | 1997   |
| ----------------- | ----- | ------ | ------ | ------ | ------ | ------ |
| Швеція            | 9 894 | 13 967 | 22 343 | 24 147 | 22 229 | 25 972 |
| Німеччина         | 3 088 | 7 965  | 12 685 | 16 543 | 17 155 | 17 665 |
| США               | 5 202 | 28 367 | н/д    | н/д    | н/д    | н/д    |
| Велика Британія   | 0     | 6 815  | 10 746 | н/д    | 13 147 | н/д    |
| Франція           | 2 063 | 2 835  | 2 518  | 1 499  | 3 155  | н/д    |
| Італія            | н/д   | н/д    | 8 925  | н/д    | 10 342 | н/д    |
| Швейцарія         | н/д   | 1 779  | 2 092  | н/д    | 2 703  | н/д    |
| Нідерланди        | 2 800 | 2 199  | 3 621  | 4 404  | 4 429  | 0      |
| Бельгія           | н/д   | н/д    | 2 028  | н/д    | 3 661  | н/д    |
| Росія             | 826   | 1 489  | 1 022  | 957    | 2 114  | 370    |
| Норвегія          | н/д   | 694    | 2 701  | н/д    | 2 308  | н/д    |
| Фінляндія         | н/д   | 887    | 1 568  | н/д    | 2 283  | н/д    |
| Іспанія           | н/д   | н/д    | 2 487  | н/д    | н/д    | н/д    |
| Європа (17 країн) | н/д   | 45 454 | 74 227 | 91 036 | 87 174 | н/д    |

У період з 1993 по 1996 роки Volvo 850 посідав перше місце з продажу у Швеції. Його частка ринку доходила до 14,4% від усіх проданих автомобілів.

### Виробництво
| Країна  | 1991 | 1992   | 1993    | 1994    | 1995    | 1996    |
| ------- | ---- | ------ | ------- | ------- | ------- | ------- |
| Швеція  | 0    | 0      | 0       | 17 100  | 40 000  | 45 100  |
| Бельгія | 7400 | 57 000 | 102 700 | 147 600 | 144 100 | 138 000 |
| Всього  | 7400 | 57 000 | 102 700 | 164 700 | 184 100 | 183 100 |

| Рік виробництва | 1991—1992 | 1992—1993 | 1993—1994 | 1994—1995 | 1995—1996 | 1996—1997 | Всього  |
| --------------- | --------- | --------- | --------- | --------- | --------- | --------- | ------- |
| седан           | 28 922    | 69 341    | 73 241    | 88 430    | 78 867    | 52 034    | 390 727 |
| універсал       | 0         | 11 605    | 65 073    | 88 961    | 95 246    | 65 183    | 326 703 |